# Benito Juárez de Peña Colorada
Benito Juárez de Peña Colorada es una localidad del estado mexicano de Colima. Es parte del municipio de Minatitlán.

## Toponimia
El nombre «Benito Juárez» rinde homenaje a Benito Juárez, presidente de México durante la Guerra de Reforma.

## Demografía
| Gráfica de evolución demográfica |
|                                  |

| Censo | Población |
| ----- | --------- |
| 1980  | 1 086     |
| 1990  | 1 389     |
| 2000  | 1 092     |
| 2010  | 918       |
| 2020  | 1 148     |